# Нікос Макропулос
Нікос Макропулос (грец. Νίκος Μακρόπουλος, 20 червня 1965 рік, Салоніки, Греція) — грецький співак, виконавець сучасної лаїко.

## Біографія
Нікос Макропулос народився і виріс в Салоніках. Його батьки любили народну музику й у себе вдома вони слухали пісні Стеліоса Казандзидіса. В 12 років Нікос почав вчитися грі на гітарі, вперше перед публікою співав на святах, які проводилися в його школі. Про кар'єру співака ніколи не мріяв, бо в юності захоплювався спортом. Закінчивши школу, поїхав до Афін і вступив до Академії гімнастики (ΤΕΦΑΑ). Однак коли навчання не вдалося завершити, Нікос вирішив співати професійно у клубах. Незабаром він був покликаний для проходження військової служби. Після закінчення служби в армії влаштувався на роботу в магазин з продажу водонагрівачів, і був задоволений цією роботою. Тоді він навіть вирішив розпочати власний бізнес і відкрив магазин з продажу обігрівачів в Марусі. Однак за три роки підприємство спіткало банкрутство. Залишалося тільки два варіанти, аби оплатити борги він мав отримати диплом в Академії гімнастики і почати працювати тренером або міг працювати в нічних клубах як співак. Макропулос обрав другий варіант.
1994 року Нікос Макропулос почав співати в клубах Каламати, столиці ному Мессинія. Пелопоннес. Важливим моментом на початку його музичної кар'єри стали вистути Макропулоса в клубі «Σκορπιός» в Салоніках. Саме там до нього прийшла популярність. Потім він співпрацював з Йоргосом Мазонакісом і Анджи Саміу та Анною Віссі.
1998 року вийшов перший компакт-диск Макропулоса «Έχω δικαίωμα», автором музики пісень був Йоргос Феофанус. Пісня «Σαν τσιγάρο άφιλτρο στο στόμα μου» цього альбому швидко стала великим хітом. До випуску наступного альбому Нікос співав в Салоніках. Другий компакт-диск випущений в 2000 році. Відтоді щороку співак записував альбом, здобуваючи все більшу прихильність у Греції та на Кіпрі.
З 10 лютого до кінця квітня 2012 года Макропулос виступав у спільних концертах з Василісом Каррасом та гуртом Vegas в Teatro Music Hall в Афінах. Від квітня Макропулос виступає в Romeo Summer, що в Еллініко. В концертах також беруть участь Константінос Галанос та Елеанна Папаіоанну; виступи відбуватимуться щотижня і впродовж літа. З 1 по 10 червня 2012 року відбувся тур Макропулоса по Австралії спільно з Василісом Каррасом: Брисбен, Мельбурн, Сідней, Аделаїда.
14 червня 2013 року відбувся офіційний реліз нового альбому співака під назвою «Θα περνάω καλά». Також у червні розпочалися літні виступи Макропулоса.

## Приватне життя
Макропулос був одружений. 2011 року дружина співака подала на розлучення, звинувативши його в романі зі співачкою Джулі Тассу, учасницею другого сезону The X Factor. Має сина.

## Дискографія

### Студійні альбоми
- 1998 — Έχω Δικαίωμα
- 2000 — Έχω Μάτια Και Βλέπω
- 2001 — Όσα Θέλω Να Δώ
- 2004 — Που Θέλεις Να Φτάσεις
- 2006 — Δε Με Ξέρεις Καλά
- 2007 — Έτσι Είχες Πει
- 2008 — Όταν Για Μένα Θα Μιλάς
- 2010 — Δύσκολη Νύχτα
- 2011 — Το Soundtrack Της Ταινίας Λάρισα Εμπιστευτικό
- 2013 — Θα Περνάω Καλά (двічі  платиновий)[8]
- 2016 — Που και που
- 2017 — Τι Να Το Κάνω
- 2018 — Κάνε Χιλιοστά Τα Χιλιόμετρα

### Збірники
- 2006 — Οι Μεγάλες Επιτυχίες
- 2008 — Χρυσή Δισκοθήκη ΙΙ
- 2008 — Νίκος Μακρόπουλος
- 2010 — 64 Μεγάλες Επιτυχίες
- 2014 — Κατάσταση Εκτάκτου Ανάγκης

### Концертні альбоми
- 2003 — Live 2003
- 2005 — Live Και 8 Νέα Τραγούδια
- 2012 — Live! Κατάσταση Προχωρημένη
- 2012 — Teatro Music Hall

### Позаальбомні пісні
- 2011 — Eγκαινιάζω Τον Καινούριο Εαυτό Μου
- 2012 — Δεδομένα
- 2014 — Άστο
- 2015 — Ανεύθυνη
- 2015 — Που Και Που
- 2018 — Κάνε Χιλιοστά Τα Χιλιόμετρα
- 2019 — Πιο Όμορφη Μέρα
- 2019 — Τα Έχω Όλα
- 2020 — Είμαστε Ένα
- 2020 — Τ´Αλλάζω Όλα
- 2021 — Καινούργια Πρεμιέρα
- 2021 — Έχω Έρωτα Μαζί Σου
- 2022 — Δεν Πειράζει
- 2022 — Ο Βαρδάρης Στην Αθήνα